# Desmopachria striga
Desmopachria striga är en skalbaggsart som beskrevs av Young 1990. Desmopachria striga ingår i släktet Desmopachria och familjen dykare. Inga underarter finns listade i Catalogue of Life.